# العلاقات البليزية الهايتية
العلاقات البليزية الهايتية هي العلاقات الثنائية التي تجمع بين بليز وهايتي.

## مقارنة بين البلدين
هذه مقارنة عامة ومرجعية للدولتين:
| وجه المقارنة                                              | بليز         | هايتي                                |
| --------------------------------------------------------- | ------------ | ------------------------------------ |
| المساحة (كم2)                                             | 22.97 ألف    | 27.75 ألف                            |
| عدد السكان (نسمة)                                         | 374.68 ألف   | 10.98 مليون                          |
| الكثافة السكانية (ن./كم²)                                 | 16.31        | 395.68                               |
| العاصمة                                                   | بلموبان      | بورت أو برانس                        |
| اللغة الرسمية                                             | لغة إنجليزية | لغة فرنسية، اللغة الكريولية الهايتية |
| العملة                                                    | دولار بليزي  | جوردة هايتية                         |
| الناتج المحلي الإجمالي (بليون دولار)                      | 1.84 مليار   | 8.41 مليار                           |
| الناتج المحلي الإجمالي (تعادل القوة الشرائية) بليون دولار | 3.05 مليار   | 18.82 مليار                          |
| الناتج المحلي الإجمالي الاسمي للفرد دولار أمريكي          | 4.88 ألف     | 818                                  |
| الناتج المحلي الإجمالي للفرد دولار أمريكي                 | 8.42 ألف     | 1.73 ألف                             |
| مؤشر التنمية البشرية                                      | 0.715        | 0.483                                |
| رمز المكالمات الدولي                                      | +501         | +509                                 |
| رمز الإنترنت                                              | .bz          | .ht                                  |
| المنطقة الزمنية                                           | 00           | 00                                   |

## منظمات دولية مشتركة
يشترك البلدان في عضوية مجموعة من المنظمات الدولية، منها:
| علم المنظمة | اسم المنظمة                                                          | تاريخ انضمام بليز | تاريخ انضمام هايتي |
| ----------- | -------------------------------------------------------------------- | ----------------- | ------------------ |
|             | منظمة التجارة العالمية                                               | ?                 | ?                  |
|             | البنك الدولي للإنشاء والتعمير                                        | 19 مارس 1982      | 8 سبتمبر 1953      |
|             | منظمة حظر الأسلحة الكيميائية                                         | ?                 | ?                  |
|             | مؤسسة التنمية الدولية                                                | 19 مارس 1982      | 13 يونيو 1961      |
|             | الجماعة الكاريبية                                                    | 1 مايو 1974       | 1 يوليو 2002       |
|             | يونسكو                                                               | 10 مايو 1982      | 18 نوفمبر 1946     |
|             | الاتحاد البريدي العالمي                                              | ?                 | ?                  |
|             | وكالة حظر الأسلحة النووية في أمريكا اللاتينية ومنطقة البحر الكاريبي ‏ | ?                 | ?                  |
|             | مؤسسة التمويل الدولية                                                | 19 مارس 1982      | 20 يوليو 1956      |
|             | تحالف الدول الجزرية الصغيرة                                          | ?                 | ?                  |
|             | وكالة ضمان الاستثمار متعدد الأطراف                                   | 29 يونيو 1992     | 11 ديسمبر 1996     |
|             | منظمة الشرطة الجنائية الدولية                                        | ?                 | ?                  |
|             | الأمم المتحدة                                                        | 25 سبتمبر 1981    | 24 أكتوبر 1945     |
|             | بنك التنمية الكاريبي ‏                                                | ?                 | ?                  |
|             | مجموعة دول أفريقيا والكاريبي والمحيط الهادئ                          | ?                 | ?                  |
|             | الاتحاد الدولي للاتصالات                                             | 16 ديسمبر 1981    | 10 أكتوبر 1927     |

## وصلات خارجية
- موقع وزارة الخارجية البليزية
- موقع وزارة الخارجية الهايتية